# Вираншехир
Вираншехир (тур. Viranşehir) — город и район в провинции Шанлыурфа (Турция).

## История
Люди жили в этих местах с древнейших времён.
Согласно византийскому историку Иоанну Малале, город был построен римским императором Константином I на месте бывшего Максимианополиса, разрушенного персидским нападением и землетрясением. В течение следующих двух столетий это было важное место на римско-византийском Ближнем Востоке, сыгравшее решающую роль в римско-персидских войнах 6 века в качестве резиденции dux Mesopotamiae (363–540).
Впоследствии город входил в состав разных государств; в XVI веке он попал в состав Османской империи.